# Парламентские выборы во Франции (1924)
Парламентские выборы во Франции 1924 года в 13-й парламент Третьей республики проходили 11 и 25 мая. Выборы осуществлялись по смешанной мажоритарно-пропорциональной системе, принятой 12 июля 1919 года. В результате выборов победу одержала левая коалиция («картель левых», фр. Cartel des Gauches) и впервые социалисты вошли в парламентское большинство.

## Результаты

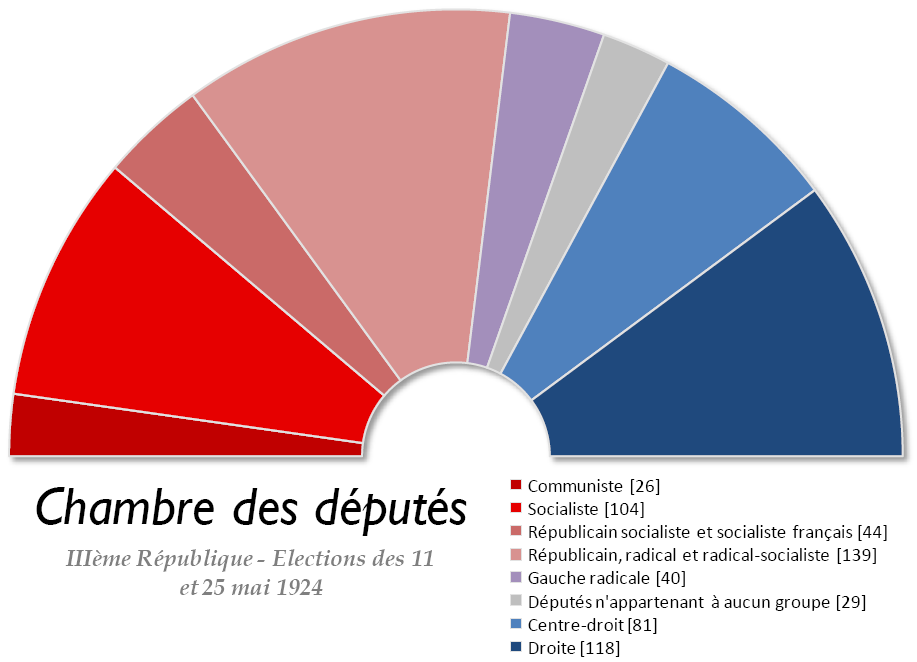
Состав французского парламента после выборов 1924 года.

| Партия                                                     | Места |
| ---------------------------------------------------------- | ----- |
| Коммунисты (SFIC)                                          | 26    |
| Французская секция Рабочего Интернационала                 | 104   |
| Республиканская социалистическая партия и социалисты (PSF) | 44    |
| Радикальная партия и радикалы-социалисты                   | 139   |
| Левые радикалы                                             | 40    |
| Социальные и юнионистские левые                            | 18    |
| Радикальные левые                                          | 54    |
| Левые демократы-республиканцы                              | 29    |
| Левые республиканцы                                        | 64    |
| Народно-демократическая партия                             | 14    |
| независимые                                                | 29    |
| Всего                                                      | 581   |